# 古美气象科普公园
古美气象科普公园，原名古美科普公园，位于上海市闵行区古美路336号，总面积9800㎡，是全上海首座气象科普公园。2024年，由古美路街道和闵行区气象局共同参与改造，新增气象设备模型与科普展板，拥有上海城市街道第一个可实时发布气象预警信号的“温度计”。2025年1月20日完成改造对外开放。